# زانيكلية أنديزية
زانيكلية أنديزية (الاسم العلمي:Zannichellia andina) هي نوع من النباتات تتبع جنس الزانيكلية من الفصيلة المزمارية.